# Do As Infinity
Do As Infinity（ドゥ・アズ・インフィニティ）は、日本の男女2人組ロックバンド。1999年結成。所属芸能事務所はエイベックス・マネジメント。所属レコード会社はエイベックス・エンタテインメントで、レーベルはavex trax。公式ファンクラブは「Dive At It」。略称は「Do As」。

## メンバー
作品ブックレットにはTomiko Van,Ryo Owatari,Dai Nagao & ALL SUPPORTERSと表記されており、サポーターもメンバーと括っている。

### 現メンバー
| 名前     | クレジット表記 | パート                                                                         | 生年月日             | 出身地               |
| -------- | -------------- | ------------------------------------------------------------------------------ | -------------------- | -------------------- |
| 伴都美子 | Tomiko Van     | ボーカル、コーラス、ホイッスル、作詞、作曲                                     | 1979年1月9日（46歳） | 熊本県上益城郡山都町 |
| 大渡亮   | Ryo Owatari    | ギター、ボーカル、コーラス、マンドリン、タンバリン、ドラムス、作詞、作曲、編曲 | 1971年4月4日（54歳） | 神奈川県横浜市       |

### 旧メンバー
| 名前   | クレジット表記 | パート                       | 生年月日              | 出身地       |
| ------ | -------------- | ---------------------------- | --------------------- | ------------ |
| 長尾大 | D・A・I        | ギター、プログラミング、作曲 | 1971年3月28日（54歳） | 千葉県浦安市 |

## 概要
長尾は、2000年12月31日にヴェルファーレで行われた「avex NEW CENTURY COUNT DOWN 2000・2001」でのライブを最後にフロントメンバーとしての活動を離れ、楽曲制作に専念した。長尾がフロントメンバーを外れた理由として、Do As Infinityのメンバーとしてのライブパフォーマンスやプロモーション活動と、作曲家としての楽曲製作を同時進行で進めることが困難であり、楽曲製作が滞ってしまう状態に陥ったためとされている。長尾が、その後メンバーとしてファンの前に姿を見せたのは、2002年9月に渋谷公会堂で行われたデビュー3周年記念公演 と、2005年11月25日に日本武道館で行われた、ラスト・ライブでの2回目のアンコール時にゲスト出演という形で登場した時だけであった。フロントメンバーとしての活動を離れてからは楽曲の提供のみで、レコーディング時の演奏にもほとんど関与していなかった。
2004年には、長尾が所属事務所のエイベックス・エンタテインメント（当時アクシヴ）を離れ、個人事務所「TRUE SONG MUSIC」を設立。初めて全面プロデュースを手がけたアーティストAmasia Landscapeをはじめ、様々なアーティストへの楽曲提供を精力的に行っている（楽曲提供をしたアーティストは、長尾大楽曲提供を参照のこと）。また、2008年からの再結成に長尾は参加しておらず、メンバーとしては伴・大渡のみが表記されている。なお、不仲説については長尾は否定している。

## バイオグラフィ
長尾は、ビルの夜間警備アルバイトをしながら、ギターでの楽曲製作に励む日々を送っていた。1998年、雑誌に掲載されていたレコード会社の一覧を頼りに、30曲入りのデモテープを送付し始める。このテープには、デビュー曲となる「Tangerine Dream」や「Heart」「SUMMER DAYS」「Simple Minds」などが既に含まれていた。デモ楽曲が、アクシヴ（現・エイベックス・エンタテインメント）のスタッフの耳に留って呼ばれたのを機に、長尾は連日のように完成した楽曲をアクシブに次々と持ち込むようになり、同社専属のクリエイターとしてデビューすることに成功する。チェキッ娘やYURIMARI、吉沢梨絵、hitomiなどへの提供を着実にこなし、浜崎あゆみへ提供した楽曲「TO BE」で一躍脚光を浴びるようになった彼自身が参加するユニットを作ることを、avex主導で決定したのがこのユニットの誕生のきっかけである。
熊本から服飾の専門学校に通うため上京していた伴は、中目黒でスカウトされた。スカウトした者の伝により、1999年5月18日にavexの関係者が揃う渋谷のカラオケ店へ呼ばれ、長尾らが見守る中、小野正利の楽曲を熱唱。伴のレコーディングの見学に呼ばれる形で大渡が参加し（大渡の加入は、この時点で既に決定していたが、本人には自覚が無く、知らされたのは20日になってからである）ユニットとしての体制が整った。
デビューに向け楽曲を製作していく中で、大渡が何気なく提案した路上ライブの実施をプロモーションの一環として決定。同年8月15日から、渋谷ハチ公前を中心に、全国各地で路上ライブを展開。デビュー前に行われていたライブの終了後には、「Tangerine Dream」と「Heart」が収録されたMDも無料配布されていた。レコーディングを中断してライブを行い、終了後はまたスタジオに戻って再びレコーディングするなど連日精力的にこなした結果、約3か月後の11月22日に路上ライブ通算100回を達成。記念公演は、渋谷公会堂にて無料で行われ、この時に歌った音源は3rdマキシシングル「Oasis」に「Wings」が、ライブ・アルバム『Do As Infinity Live -Final-』にボーナス・トラックとして「Tangerine Dream」と「Raven」「Oasis」が収録されている。
ファースト・アルバム『BREAK OF DAWN』発表後は全国各地でのイベント出演が中心となり、連日のように路上ライブを行うことはなくなった。2000年9月29日のデビュー1周年時に、彼らの強い希望により、渋谷ハチ公前にて路上ライブを実施。メンバーは10曲程度披露するつもりでいたが、人が殺到したため警察官が介入する事態となり、全5曲で終了。彼らの路上ライブは、これが最後となった。
デビュー当時は、楽曲製作とライブ出演を優先させるために地上波テレビへの出演がほとんど無かったが、サポーターを中心にテレビ出演を求める声も高まったことから、7thマキシシングル「Desire」のプロモーション時に地上波テレビに登場。しかし「大渡はアルバムのレコーディングが最終段階のため多忙」という理由で伴が単独で出演し、ギター演奏には秋山智江を立てて行われた。当時のことを伴と大渡は「なぜかひとりで出てみろという話になった。なぜそういうことになったのかはわからない。」と後にテレビ番組で語っていたが、長尾がフロントメンバーを離れたことについての説明をつけるのが難しいというスタッフ側の判断で、最初は伴の単独出演にしたとされている。
3か月連続リリースの第1弾となった8thマキシシングル「遠くまで」からは大渡も登場し、一気に露出を増やした。連続リリースと並行し、2001年5月には初のワンマンライブツアーを敢行。2002年に発表したベスト・アルバム『Do The Best』は出荷枚数がミリオンを突破し、第17回日本ゴールドディスク大賞ロック&ポップ・アルバム・オブ・ザ・イヤーを受賞した。

### 解散
デビュー日でもある9月29日に解散し、ラストライブを11月25日に日本武道館で行うことを2005年9月13日に発表。ラスト・ライブの実施は当初考えられておらず、Do As Infinityとしてのパフォーマンスは同年8月28日に行われたa-nation'05神戸公演で最後とするつもりであった。しかしその後、「ラスト・ライブは日本武道館で行いたい。」とメンバーが希望。急遽日本武道館でのラストライブを実施することを決定したが、解散日となる9月29日までの日本武道館の使用可能日程は限られていたため、解散後となる11月25日に一夜限りの復活という形でけじめをつけた。

### 再結成
2007年のクリスマスイヴに、友人と食事をしていた伴が大渡に電話をかけ、大渡が食事の席に合流する形で久しぶりの再会を果たす。その時はそれぞれの近況を話し、昔話に花を咲かせただけであったが、2008年に入り、今度は伴の通うジムで2人がバッタリ出会う。その春、メンバーとスタッフが再会。初夏ぐらいから再結成へ向けての話し合いが何度となく行われ、7月にメンバーとスタッフが最終的に合意し、a-nationへのサプライズ出演へと漕ぎ着けた。
2009年のa-nationでは伴の画像が正面に映し出され、「冒険者たち」を含め、4曲歌いあげた。
2017年7月、初のラテンアメリカツアーを行い、メキシコ、アルゼンチン、ブラジル、チリでのライブを開催。

## 楽曲のクレジットについて
デビュー当初は"誰が書いてもD・A・I"のコンセプトの下、作詞・作曲とも「D・A・I」とされており、実際の製作者の名前は具体的に表記されていなかったが、『Do The B-side』に収録された「BE FREE」以降は作詞クレジットが、再結成以降は作曲クレジットが明確化されるようになった。作詞は伴、大渡によるものと、川村サイコのものがある。川村は、原田淳（avex 第4製作部 製作統括、デビュー当初からDAIを担当）と新地佳代子（楽曲の仮歌を担当。本業はエステティシャン）の共同名義である。また、『Heart』までディレクター、鈴木直人も作詞している。再結成後は、引き続き伴と大渡、またユニットである井上カノが主に作詞を手がけている。なお、一部の楽曲については、再結成後に出版された著書『DO THE MUSEUM』の本文中で、誰による作詞なのかが判別可能である。
作曲は、大渡が手がけた「アザヤカナハナ」（『GATES OF HEAVEN』収録）及び、再結成後の楽曲を除いて、すべて長尾が制作している。また、「アザヤカナハナ」はタイトルを「鮮やかな花」と改め、ミサイルイノベーション名義で大渡がセルフカバーしている。編曲は、1st、2ndシングルのみセルフプロデュースで、「Oasis」以降は、6thシングル曲「We are.」を除き、亀田誠治がベーシストを兼任の上、プロデューサーを務めている。
なおこのクレジット方法についてはavexの原田の発案であり、デビュー当初は大渡と伴も許諾したものの、後に自身の作詞であるのに自身の名前がクレジットされないことに徐々に不満が募り、そのことも一要素として2005年のDo As Infinityの一時的な解散に至ったと2020年のライブツアーの石川公演にて大渡と伴の両人共が吐露している。

## 作品
シングル
1. Tangerine Dream（1999年）
2. Heart（1999年）
3. Oasis（2000年）
4. Yesterday & Today（2000年）
5. rumble fish（2000年）
6. We are.（2000年）
7. Desire（2001年）
8. 遠くまで（2001年）
9. Week!（2001年）
10. 深い森（2001年）
11. 冒険者たち（2001年）
12. 陽のあたる坂道（2002年）
13. under the sun/under the moon（2002年）
14. 真実の詩（2002年）
15. 魔法の言葉〜Would you marry me?〜（2003年）
16. 本日ハ晴天ナリ（2003年）
17. 柊（2003年）
18. 楽園（2004年）
19. For the future（2005年）
20. TAO（2005年）
21. ∞1（2009年）
22. 君がいない未来（2010年）
23. ∞2（2010年）
24. 誓い（2011年）
25. アリアドネの糸（2011年）
26. 黄昏（2011年）
27. Mysterious Magic（2014年）
28. Alive/Iron Hornet（2017年）
29. To Know You（2017年）
30. 化身の獣（2017年）

オリジナルアルバム
1. BREAK OF DAWN（2000年）
2. NEW WORLD（2001年）
3. DEEP FOREST（2001年）
4. TRUE SONG（2002年）
5. GATES OF HEAVEN（2003年）
6. NEED YOUR LOVE（2005年）
7. ETERNAL FLAME（2009年）
8. EIGHT（2011年）
9. TIME MACHINE（2012年）
10. Do As Infinity X（2012年）
11. BRAND NEW DAYS（2015年）
12. ALIVE（2018年）
13. Do As Infinity（2019年）

## タイアップ一覧
| 年     | 楽曲                              | タイアップ先 |
| ------ | --------------------------------- | --- |
| 2000年 | Oasis                             | カネボウ『テスティモ』CMソング                                                                                   |
| 2000年 | Yesterday & Today                 | フジテレビ系列月曜9時枠ドラマ『二千年の恋』主題歌                                                                |
| 2000年 | Raven                             | 東映配給映画『うずまき』主題歌                                                                                   |
| 2000年 | Welcome!                          | J-WAVE『J-WAVE WELCOME TO TOKIO』キャンペーンソング                                                              |
| 2000年 | rumble fish                       | 東映配給映画『仮面学園』主題歌                                                                                   |
| 2000年 | SUMMER DAYS                       | 日本テレビ系列shin-D枠ドラマ『OLポリス』主題歌                                                                   |
| 2000年 | We are.                           | 花王『ソフィーナオーブクリスマス』CMソング                                                                       |
| 2000年 | 永遠                              | WOWOWテレビドラマ『Seven's Foce』主題歌                                                                          |
| 2001年 | Desire                            | 花王『ソフィーナオーブルージュフィーリア』CMソング                                                               |
| 2001年 | Holiday                           | 森永製菓『ハイソフト』CMソング                                                                                   |
| 2001年 | 遠くまで                          | 日本ヘラルド映画配給アニメ映画『バンパイアハンターD』主題歌                                                      |
| 2001年 | シグナル                          | 花王『ラビナス』CMソング                                                                                         |
| 2001年 | Week!                             | TBS系列水曜ドラマ『嫁はミツボシ。』主題歌                                                                        |
| 2001年 | 深い森                            | 日本テレビ系列アニメ『犬夜叉』2代目エンディングテーマ                                                            |
| 2001年 | 翼の計画                          | 花王『ラビナス』CMソング                                                                                         |
| 2001年 | 冒険者たち                        | 花王『ラビナス新ヘアカラー』CMソング                                                                             |
| 2001年 | 冒険者たち                        | テレビ朝日系列バラエティ番組『ドォーモ』2001年10月度エンディングテーマ                                           |
| 2002年 | 陽のあたる坂道                    | フジテレビ系列火曜9時枠ドラマ『初体験』主題歌                                                                    |
| 2002年 | 陽のあたる坂道                    | 東芝製ボーダフォン社携帯電話『V302T』CMソング                                                                    |
| 2002年 | nice & easy                       | 花王『ラビナス』CMソング                                                                                         |
| 2002年 | under the sun                     | フロム・ソフトウェア製Xbox専用ゲームソフト『叢-MURAKUMO-』CMソング                                               |
| 2002年 | 真実の詩                          | 日本テレビ系列アニメ『犬夜叉』5代目エンディングテーマ                                                            |
| 2002年 | One or Eight                      | WOWOWスポーツ中継番組『ヨーロッパサッカー』イメージソング                                                        |
| 2003年 | 魔法の言葉〜Would you marry me?〜 | TBS系列ドラマ30『ショコラ』主題歌                                                                                |
| 2003年 | 本日ハ晴天ナリ                    | コナミデジタルエンタテインメント製PlayStation 2専用ゲームソフト『ウイニングイレブンタクティクス』テーマソング    |
| 2003年 | 柊                                | TBS系列水曜ドラマ『恋文 〜私たちが愛した男〜』主題歌                                                             |
| 2004年 | 楽園                              | 東宝配給アニメ映画『犬夜叉 紅蓮の蓬莱島』主題歌                                                                  |
| 2005年 | For the future                    | 日本テレビ系列スポーツニュース番組『スポーツうるぐす』2005年1〜3月度テーマソング                                 |
| 2005年 | 夜鷹の夢                          | テレビ東京系列アニメ『ゾイドジェネシス』オープニングテーマ                                                       |
| 2005年 | TAO                               | ナムコ社製PlayStation 2専用ゲームソフト『テイルズ オブ レジェンディア』オープニングテーマ                        |
| 2009年 | メラメラ                          | TBS系列スポーツ中継番組『2009年バレーボール・ワールドリーグ』テーマソング                                        |
| 2009年 | Timeless                          | テレビ東京系列情報番組『激走!GT』2009年3月〜2010年3月度エンディングテーマ                                        |
| 2009年 | 最後のGAME                        | テレビ東京系列アニメ『ヒカルの碁セレクション』エンディングテーマ                                                 |
| 2010年 | 君がいない未来                    | 日本テレビ系列アニメ『犬夜叉 完結編』オープニングテーマ                                                          |
| 2010年 | 1/100                             | BOAT RACE振興会『Battle of 6 BOAT RACE』2010年度後期CMソング                                                     |
| 2010年 | Everything will be alright        | BOAT RACE振興会『Battle of 6 BOAT RACE』2010年度前期CMソング                                                     |
| 2010年 | HARUKA                            | 私立『広島経済大学』CMソング                                                                                     |
| 2010年 | Hand in Hand                      | 愛グループ『FIVESTAR WEDDING』CMソング                                                                           |
| 2011年 | 誓い                              | カプコン社製PlayStation Portable専用ゲームソフト『戦国BASARA CHRONICLE HEROES』挿入歌                            |
| 2011年 | アリアドネの糸                    | フジテレビ系列火曜10時枠ドラマ『チーム・バチスタ3 アリアドネの弾丸』主題歌                                       |
| 2011年 | 黄昏                              | カプコン社製Wii・PlayStation 3専用ゲームソフト『戦国BASARA3 宴』エンディングテーマ                               |
| 2012年 | 恋歌                              | マジカル配給映画『私の叔父さん』主題歌                                                                           |
| 2012年 | mannequin                         | KTV系ヨルパチーノドラマNEXT枠テレビドラマ『ピロートーク〜ベッドの思惑〜』主題歌                                  |
| 2014年 | believe in you                    | バンダイナムコエンターテインメント製iOS/Android専用携帯電話ゲーム『テイルズ オブ アスタリア』星のカケラ編主題歌  |
| 2014年 | 風花便り                          | フジテレビ系列昼ドラマ『花嫁のれん』第3シリーズ主題歌                                                            |
| 2014年 | Mysterious Magic                  | テレビ東京系列アニメ『FAIRY TAIL』第2期3代目オープニングテーマ                                                   |
| 2014年 | Tidy Beauty                       | ユニー『アピタ・ピアゴ ジロンニット』CMソング                                                                    |
| 2015年 | EDGE                              | NHK BSプレミアム系ザ・プレミアム枠テレビドラマ『ラギッド!』主題歌                                                |
| 2015年 | song for you                      | アピタ『美スタイルアップスーツ』CMソング                                                                         |
| 2017年 | 化身の獣                          | AT-X・TOKYO-MX・毎日放送・BS11系テレビアニメ『十二大戦』エンディングテーマ                                       |
| 2017年 | Silver Moon                       | AT-X・TOKYO-MX・毎日放送・BS11系テレビアニメ『十二大戦』挿入歌                                                   |
| 2017年 | Lovely Day                        | 渋谷マークシティ『渋谷マークシティ ミラクルクリスマス』キャンペーンソング                                        |
| 2019年 | 小さなヒーロー                    | 熊本朝日放送系情報報道番組『くまパワJ』内コーナー「がんばれ!小さなヒーロー」テーマソング                         |
| 2020年 | あなたをただ愛している            | サイバード社製iOS/Android専用携帯電話ゲーム『イケメン王子 美女と野獣の最後の恋』主題歌                           |
| 2021年 | Like A Rose                       | スーパー・エキセントリック・シアター制作舞台『イケメン王子 美女と野獣の最後の恋 THE STAGE 〜Beast Leon〜』主題歌 |
| 2023年 | 紡ぎ                              | 株式会社サイバード 女性向け恋愛ゲーム『イケメン王子 美女と野獣の最後の恋』第3章主題歌                            |
| 2024年 | Till We End The Day               | ZLONGAME シミュレーションRPG『ラングリッサー モバイル』6周年主題歌                                               |

## 出演イベント
| 公演年 | 形態       | タイトル                                                       | 公演日・会場                                        |
| ------ | ---------- | -------------------------------------------------------------- | --------------------------------------------------- |
| 2000年 | ゲスト出演 | AKASAKA LIVE GOES TO BLITZ                                     | 03/27 赤坂BLITZ (東京都)                            |
| 2000年 | ゲスト出演 | FM802 & SPACE SHOWER TV presents SWEET LOVE SHOWER 2000 SPRING | 05/13 大阪城音楽堂 (大阪府)                         |
| 2000年 | ゲスト出演 | F-in&smart SPECIAL LIVE                                        | 05/30 渋谷ON AIR EAST (東京都)                      |
| 2000年 | ゲスト出演 | bay fm「Manic Monday」公開収録                                 | 07/23 九十九里浜成東海岸ビーチステーション (千葉県) |
| 2008年 | ゲスト出演 | 中之島音楽特区 ～warmth～                                      | 06/30 大阪フェスティバルホール (大阪府)             |
| 2008年 | ゲスト出演 | sweet disarm vol.1                                             | 09/13 赤坂BLITZ (東京都)                            |
| 2017年 | ゲスト出演 | Music For Winter Life                                          | 02/17 渋谷duo MUSIC EXCHANGE (東京都)               |
| 2020年 | ゲスト出演 | 熊本城ホール開業記念!浜崎貴司 GACHIスペシャル                  | 01/10 熊本城ホール・メインホール (熊本県)           |

- a-nation '02（2002年）
- a-nation '03（2003年）
- a-nation '04（2004年）
- POP ASIA 2004（2004年）
- Act Against AIDS 2004 LIVE IN NAGOYA（2004年）
- Exclamation Marketライブ（2004年）
- RADIO BERRY ベリテンライブ2004（2004年）
- a-nation '05（2005年）
- a-nation '08（2008年8月30日）
- a-nation '09（2009年）
- 亀の恩返し（2009年5月3日）
- a-nation '10（2010年）
- a-nation 10th Anniversary for Life（2011年）
- a-nation '15（2015年8月1日）
- Animelo Summer Live 2018 "OK!"（2018年8月24日）

## 書籍
- 苑（伴アーティストブック）雑誌『B-PASS』での連載「苑」をまとめたもの
- SUMMER DAYS（伴アーティストブック）
- Your "Truth"（「真実の詩」までに発表した彼らの作品をモチーフにした一般公募の短編小説集。ライブ写真も収められている）
- LOVE & PEACE（ライヴ写真集）
- Do As Infinitiy 20051125Budokan（ライブ写真集。購入者がインターネット上で、写真及び構成を全てセレクトして購入することが可能なオーダーメイド方式。2005年12月2日から3ヶ月間の期間限定販売）
- Do The MUSEUM（デビューから再結成前までの全86曲を解説の他、未発表の新曲「僕たちの10th Anniversary」を収録したCDが付属）

## 楽譜

### ドレミ楽譜出版社
バンドスコア
- BREAK OF DAWN（2000年7月17日）
- NEW WORLD（2001年5月28日）
- DEEP FOREST（2001年11月7日）
- Do The Best（2002年5月7日）
- TRUE SONG（2003年2月21日）
- GATES OF HEAVEN（2003年12月25日）
- BEST COLLECTION（2010年5月26日）

ピアノスコア
- BREAK OF DAWN（2000年6月23日）
- Do The Best（2002年4月16日）

### シンコーミュージック社
- バンドスコア　BREAK OF DAWN（2000年5月20日）
- ピアノスコア　BREAK OF DAWN（2000年5月20日）
- ギタースコア　DEEP FOREST（2001年10月19日）
- ギタースコア　Do The Best（2002年4月3日）

### リットーミュージック社
- ギタースコア　TRUE SONG（2002年12月26日）

## ミュージックビデオ
| 監督         | 曲名 |
| 井上哲央     | 「under the moon」「under the sun」「真実の詩」「柊」                                                      |
| 上村右近     | 「TAO」 |
| 牛山雅博     | 「最後のGAME」                                                                                             |
| 内田貴広     | 「For the future」「楽園」                                                                                 |
| A.T.         | 「1/100」                                                                                                  |
| 大橋洋生     | 「誓い」                                                                                                   |
| 岡川太郎     | 「Hand in Hand」                                                                                           |
| 川村ケンスケ | 「ETERNAL FLAME」「ETERNAL FLAME (和訳入り)」「生まれゆくものたちへ」                                      |
| 工藤伸一     | 「Desire」「We are.」「遠くまで」「陽のあたる坂道」                                                        |
| 清水康彦     | 「アリアドネの糸」                                                                                         |
| 下山天       | 「Week!」「魔法の言葉〜Would you marry me?〜」                                                             |
| 末田健       | 「rumble fish」                                                                                            |
| 鈴木浩介     | 「ナイター」                                                                                               |
| 須永秀明     | 「Heart」「Yesterday & Today」「深い森」                                                                   |
| スミス       | 「黄昏」                                                                                                   |
| 竹石渉       | 「君がいない未来」                                                                                         |
| 田中力       | 「本日ハ晴天ナリ」                                                                                         |
| DAVID春山    | 「ROBOT」                                                                                                  |
| Higuchinsky  | 「Raven」                                                                                                  |
| 不明         | 「Oasis」「Tangerine Dream」「Welcome!」「あいのうた (LIVE Ver.)」「ヨアケハチカイ」「遠雷」「冒険者たち」 |

## その他の活動

### CM出演
- 花王 ヘアケアシリーズ「ラビナス」（2001-2002年 伴）タイアップ楽曲『シグナル』『翼の計画』『冒険者たち』『nice & easy』
- TOSHIBA 携帯電話「V302T」（2004年 伴）タイアップ楽曲『陽のあたる坂道』

### TV・ラジオ番組
- 「MANIC MONDAY」2000年4月-2004年9月（ベイエフエム）
- 「Do The Radio」2003年4月-2005年9月（JFN系全国ネット、番組のスタートと終了時期はネット局によって異なる。）
- 「音時間 ON TIME」2003年4月-（テレビ東京、大渡が番組MCを担当）

### その他
- 東京プリンのPV集『画集』（DVD及びビデオで発売）のジャケットの題字を毛筆で執筆。（2001年9月 伴）
- 漫画『BEST 13 of ゴルゴ13』にコラム（インタビュー）を掲載。（2001年12月 伴・大渡）
- 「Dream Power ジョン・レノン スーパー・ライヴ2003」に出演。演奏楽曲は「レボリューション」「ヘルプ!」「カム・トゥゲザー」など（2003年10月2日 伴・大渡）
- テーマソングを担当した劇場版『犬夜叉 紅蓮の蓬莱島』に伴が奏姫役、大渡が村人A役で声優として参加（2004年12月）。